# 威廉·沙培
威廉·沙培（1802年4月1日—1880年4月11日）是一位苏格兰生理学家和解剖学家，出生于安格斯阿布羅斯，1836—1874年间任伦敦大学学院生理学教授，1834年当选爱丁堡皇家学会会士，1839年当选英国皇家学会会士。